# Abschnittsbefestigung Puch

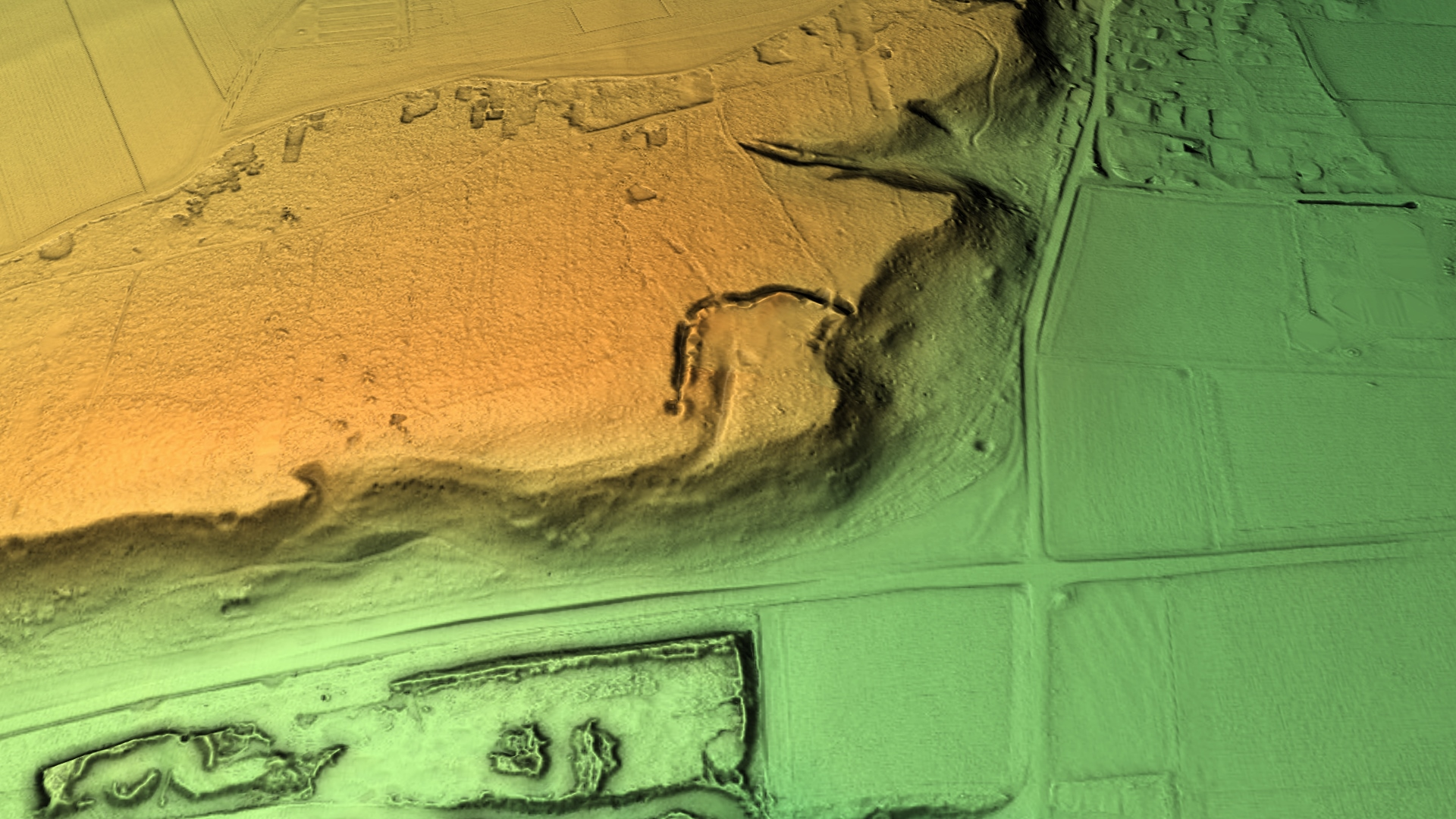
3D-Ansicht des digitalen Geländemodells

Die Abschnittsbefestigung Puch, auch Römerschanze oder Burgstall genannt, liegt etwa 850 Meter südsüdwestlich der katholischen Filialkirche St. Sebastian von Puch, einem Ortsteil der Großen Kreisstadt Fürstenfeldbruck in Oberbayern auf einer 565 Meter hohen Geländekante. Das kleine Geländedenkmal könnte auf eine frühmittelalterliche Dorfschutzburg zurückgehen.

## Geschichte und Zeitstellung
Zur Geschichte der Wallanlage in der Flur Gehag finden sich keine konkreten Angaben in den ortsgeschichtlichen Quellen. Den typologischen Merkmalen nach könnte es sich um eine der zahlreichen kleinen frühmittelalterlichen Dorfschutzburgen dieser Region handeln. Solche Wehranlagen entstanden besonders während der Ungarnstürme der ersten Hälfte des 10. Jahrhunderts in der Nähe zahlreicher Siedlungen. Meist wurde hierzu ein geeigneter Hügelsporn durch einen – meist bogenförmigen oder geraden – Abschnittswall befestigt.
Die Anlage bei Puch wird ebenfalls durch einen Abschnittswall gesichert, der wegen der Ecklage aber winkelförmig verläuft. An den Hangkanten sind keine Erdwerke erkennbar. Hier schützten wohl nur Palisaden oder Flechtwerkzäune die Verteidiger, falls die kleine Wehranlage überhaupt jemals vollendet wurde. Viele ungarnzeitliche Wallburgen wurden nach der Niederlage der Ungarn auf dem nahen Lechfeld (955) nicht fertiggestellt, da die Gefahr beseitigt war.
Das Bodendenkmal könnte auch bereits früher primär als Reaktion auf einen der zahlreichen regionalen Konflikte entstanden sein oder auf einen älteren Siedlungsplatz zurückgehen.
Zwischen der Wehranlage und dem Dorf liegt der Kaiseranger, auf dem Kaiser Ludwig der Bayer 1347 auf der Bärenjagd vom Schlag getroffen wurde und verstarb. An dieses Ereignis erinnert neben einer Gedenktafel auf dem Kaiseranger besonders die Kaisersäule (Roman Anton Boos, 1796/97) in der Amperebene östlich von Puch.
Westlich der Abschnittsbefestigung liegt ein vorgeschichtliches Grabhügelfeld mit 14 erkennbaren Hügeln. Unmittelbar östlich der Wallanlage sind einige Trichtergruben unbekannter Zeitstellung erhalten. Im näheren Umfeld verzeichnet das Landesamt für Denkmalpflege einige weitere Bodendenkmäler, darunter einige Siedlungsreste.

## Beschreibung

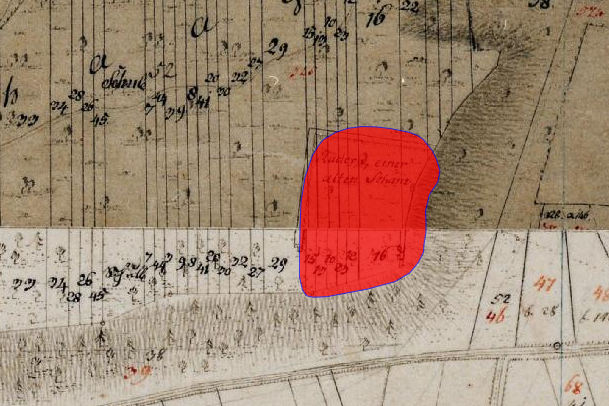
Lageplan von Abschnittsbefestigung Puch auf dem Urkataster von Bayern

Südlich und südwestlich von Puch fällt die Hochebene abrupt etwa 10 bis 15 Meter ab. Die Wallburg sitzt auf der südöstlichen Kante des Geländeabbruches. Zwei annähernd rechtwinklige Wallgräben sichern einen etwa 70 mal 110 Meter umfassenden Innenraum.
Der Aushubgraben der Anlage ist noch etwa 1,5 Meter tief. Der aufgeschüttete Wall steigt von der Grabensohle aus ungefähr 3,5 Meter an und überragt den Innenraum um etwa zwei Meter.
Das Geländedenkmal wurde um das Jahr 2000 vollständig mit Jungwald bepflanzt. Eine Begehung des Innenraums und der Wallgräben ist aktuell nur schwer möglich. Die Wallanlagen werden von einem Wirtschaftsweg durchbrochen, der Einblicke in das Wallsystem ermöglicht.
Das Bayerische Landesamt für Denkmalpflege verzeichnet das Bodendenkmal als „Abschnittsbefestigung des frühen Mittelalters („Burgstall“)“ unter der Denkmalnummer D-1-7833-0064.